# Muriel van Schilfgaarde
Muriel van Schilfgaarde (Linschoten, 10 mei 1968), is een voormalige Nederlandse roeister. Ze vertegenwoordigde Nederland op verschillende grote internationale wedstrijden. Eenmaal nam ze deel aan de Olympische Spelen, maar won bij die gelegenheid geen medaille.
Haar beste prestatie behaalde ze in 1994 door met haar landgenoten Femke Boelen, Elien Meijer en Rita de Jong wereldkampioene te worden op het onderdeel vier zonder stuurvrouw.

## Levensloop
Op de Olympische Spelen van 1996 in Atlanta maakte ze op 28-jarige leeftijd haar olympisch debuut op het roeionderdeel acht met stuurvrouw. De roeiwedstrijden werden gehouden op Lake Lanier, 88 kilometer noordoostelijk van Atlanta.  Via de eliminaties (6.32,71) en de herkansing (6.08,85) plaatste de vrouwenacht zich voor de finale. Met een tijd van 6.31,11 eindigde de Nederlandse ploeg op een zesde plaats. De finale werd gewonnen door de Roemeense ploeg, die in 6.19,73 over de finish kwam.
Van Schilfgaarde was aangesloten bij roeivereniging RV Willem III in Amsterdam.

## Titels
- Wereldkampioene vier zonder stuurvrouw - 1994

## Palmares

### roeien (twee zonder stuurvrouw)
- 1993: 6e WK in Racice - 7.46,05

### roeien (dubbel vier)
- 1986: 10e WK junioren - 5.22,14

### roeien (vier zonder stuurvrouw)
- 1994:  WK in Indianapolis - 6.30,76
- 1999:  Wereldbeker I in Hazewinkel - 7.04,29

### roeien (acht met stuurvrouw)
- 1994: 4e WK in Indianapolis - 6.10,00
- 1995:  WK in Tampere - 6.54,25
- 1996: 6e OS in Atlanta - 6.31,11

Femke Boelen · 
Marleen van der Velden · 
Astrid van Koert · 
Marieke Westerhof · 
Rita de Jong · 
Tessa Knaven · 
Tessa Appeldoorn · 
Muriel van Schilfgaarde · 
Jissy de Wolf (stuurvrouw)